# Borek (Krapkowice)

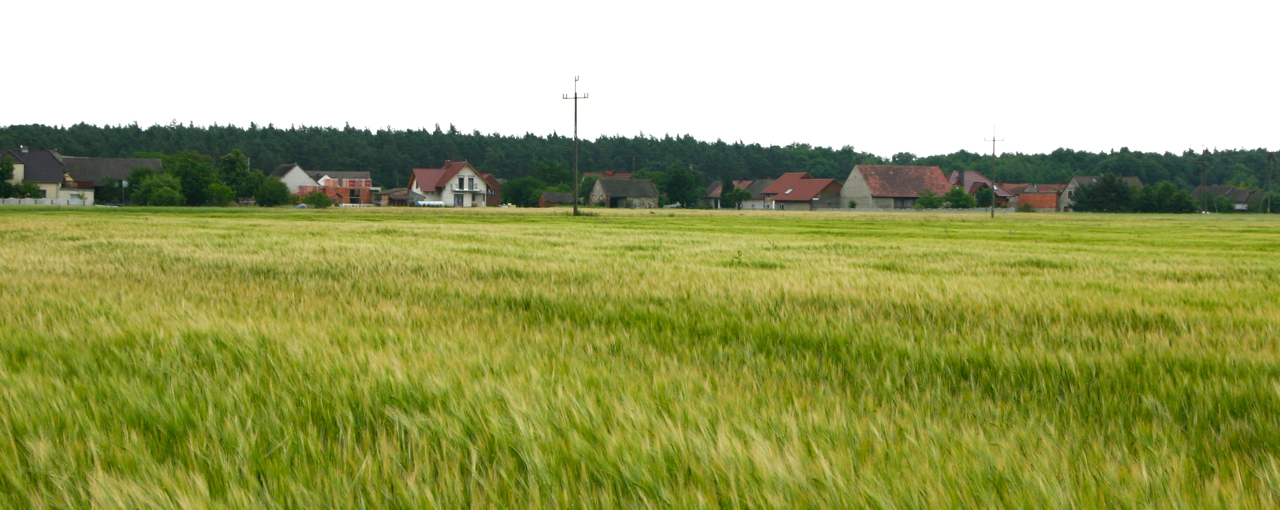
Ortsansicht

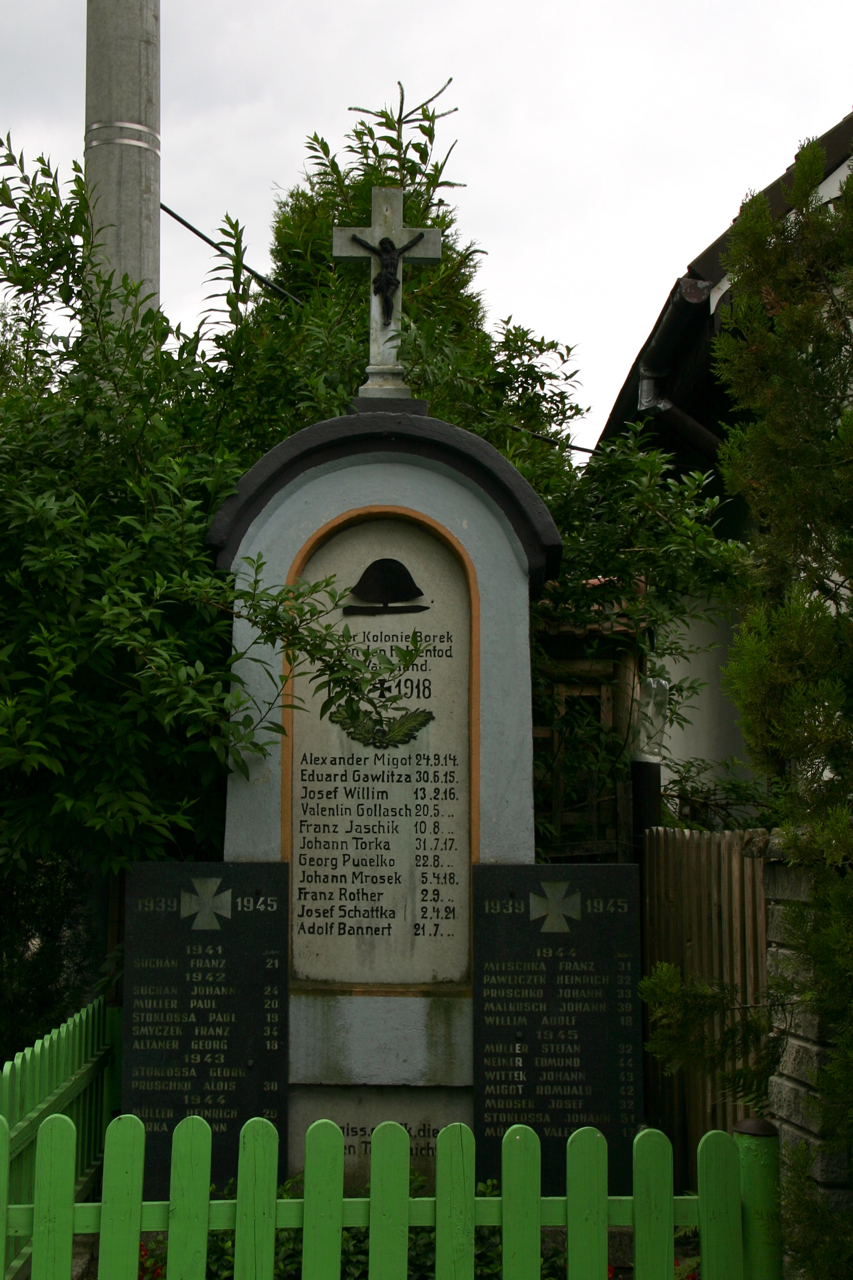
Gefallenendenkmal

Borek (deutsch Borek auch Boreck, 1936–45 Waldwinkel) ist ein Ort in der Stadt- und Landgemeinde Krapkowice (Krappitz) im Powiat Krapkowicki der Woiwodschaft Opole in Polen.

## Geographie
Borek liegt sechs Kilometer südlich von Krapkowice und 31 km südlich von Opole (Oppeln) in der Nizina Śląska (Schlesischen Tiefebene) am rechten Ufer der Osobłoga (Hotzenplotz). In der Umgebung befinden sich mehrere Teiche sowie landwirtschaftliche Nutz- und Waldflächen.
Durch Borek verläuft die Wojewodschaftsstraße Droga wojewódzka 416, die von Krappitz aus in südwestlicher Richtung nach Oberglogau führt.
Nachbarorte von Borek sind im Norden Pietna (Pietna) und im Südwesten Ściborowice (Stiebendorf).

## Geschichte
Der Ort entstand spätestens im 18. Jahrhundert und wurde 1720 erstmals urkundlich erwähnt. 1730 bestand hier ein Vorwerk, das 1784 dem Adelsgeschlecht Oppersdorff gehörte. Ab 1742/43 gehörte es zum Kreis Neustadt O.S., mit dem es bis 1945 verbunden blieb. 1887 hatte Borek 178 Einwohner.
Nach der Teilung Oberschlesiens 1921 verblieb Borek beim Deutschen Reich. 1936 wurde der slawisch klingende Ortsname im Zuge einer Welle von Ortsumbenennungen der NS-Zeit in Waldwinkel umbenannt.
Als Folge des Zweiten Weltkriegs kam Borek / Waldwinkel 1945 mit dem größten Teil Schlesiens unter polnische Verwaltung und wurde wieder in Borek umbenannt. Die einheimische deutsche Bevölkerung wurde 1945/46 weitgehend vertrieben. Die neu angesiedelten Bewohner waren teilweise Zwangsumgesiedelte aus Ostpolen, das an die Sowjetunion gefallen war.
1945–1950 gehörte Borek zur Woiwodschaft Schlesien. Nachfolgend wurde es der Woiwodschaft Opole eingegliedert.
Seit 1999 gehört es zum Powiat Krapkowicki.

## Sehenswürdigkeiten
- Kapelle aus dem 18. Jahrhundert
- Kapelle aus dem 19. Jahrhundert
- Denkmal für die Gefallenen des Ersten und des Zweiten Weltkriegs
- 22 Meter hohe Stieleiche, Naturdenkmal